# Deutsche Meisterschaften 1928
Als Deutsche Meisterschaft(en) 1928 oder DM 1928 bezeichnet man folgende Deutsche Meisterschaften, die im Jahr 1928 stattgefunden haben:
- Deutsche Eishockey-Meisterschaft 1928
- Deutsche Leichtathletik-Meisterschaften 1928
- Deutsche Ringermeisterschaften 1928
- Deutsche Schwimmmeisterschaften 1928
- Deutsches Meisterschaftsrudern 1928